# Гроза над Білою
«Гроза над Білою» (рос. «Гроза над Белой») — російський радянський художній історичний фільм.

## Зміст
Події розгортаються в 1919 році, коли білі билися проти червоних. Під командуванням Михайла Фрунзе, який став потім народним комісаром військових і морських справ СРСР, йде звільнення Червоною армією міста Уфи, захопленого білогвардійцями. На тлі вирішення долі міста — вирішуються і долі простих людей.

## Ролі
- Олександр Михайлов — Фрунзе (озвучив В'ячеслав Шалевич)
- Олексій Яковлєв — Карпов
- Єфим Копелян — Ханжін
- Наталя Тенякова — Саша
- Володимир Кашпур — Веселков
- Геннадій Юхтін — Абалов
- Микола Волков-ст. — Федір Федорович Новицький
- Георгій Тараторкін — Куйбишев
- Валерій Єремичев — Тухачевський
- Савелій Крамаров — ранений развідник
- Бруно Фрейндліх — адмірал Колчак
- Борис Коковкін — генерал в армії Колчака
- Георгій Куліков — представник Наркома
- Олександр Анісімов — епізод

## Знімальна група
- Автор сценарію: Леонід Любашевський
- Режисер: Євген Немченко, Станіслав Чаплін
- Оператор: Олег Куховаренко

## Факти
- Зйомки фільму відбувалися на місцях справжніх історичних подій поблизу Уфи.
- Зіграти Фрунзе у фільмі запрошували актора В'ячеслава Шалевича, проте директор «Ленфільму» запротестував проти його кандидатури. В результаті у фільмі знімався Олександр Михайлов, а Шалевич озвучував його героя.